# Nile Marr
Nile Marr (Manchester, 21 februari 1992) is een Brits gitarist en songwriter. Nadat hij deel uitmaakte van een trio genaamd Man Made, bracht hij in 2020 zijn debuutsoloalbum Are You Happy Now? uit. Hij is de zoon van muzikant Johnny Marr.

## Carrière
Marr begon zijn muzikale carrière als soloartiest voordat hij samenwerkte met de singer-songwriter Meredith Sheldon. Later vormde hij het trio Man Made, dat bestond uit drummer Scott Griffiths en bassist Callum Rogers, met de toekomstige tourmanager voor Blossoms, Dan Woolfie als hun geluidstechnicus. In 2016 brachten ze hun debuutalbum TV Broke My Brain uit, waarvan de nummers over een periode van acht jaar waren geschreven.
Op 24 april 2020 verscheen Marrs EP Still Hearts, met als titeltrack "Still Hearts" en de nummers "Hush" en "The Pusher". Op 27 november 2020 lanceerde Marr zijn debuutsoloalbum Are You Happy Now?, met "Part Time Girl" als eerste single in 2019. Hij volgde dit op met de singles "Are You Happy Now?" en "Teenage Kissers".
In 2021 bracht hij samen met Fences de single "Plastic Valves for an Open Heart" uit. In 2022 bracht hij de single "How We Drift" uit. Op 3 februari 2023 verscheen zijn tweede soloalbum Lonely Hearts Killers, met de singles "Self Care", "Eyes Like Deer" en "You Pull Me In"
Daarnaast heeft Marr zijn muzikale vaardigheden opgedaan door bij te dragen aan andere projecten, zoals het album The Sun Came Out uit 2009 van 7 Worlds Collide. Hij heeft ook bijgedragen aan twee albums van zijn vader: als solist op The Messenger uit 2013 en met achtergrondzang op Playland uit 2014.
Marr heeft uitgebreid getourd met de filmcomponist Hans Zimmer. Zijn invloeden zijn onder meer John Martyn, Fugazi en Elliott Smith.

## Discografie

### Albums

#### Solo
- 2020 – Still Hearts (EP, 2020)
- 2020 – Are You Happy Now? (2020)
- 2023 – Lonely Hearts Killers (2023)

#### Met Man Made
- 2016 – TV Broke My Brain (2016)